# أرلين وايت لورانس
أرلين وايت لورانس (بالإنجليزية: Arlene White Lawrence)‏ هي قسيسة أمريكية، ولدت في 11 نوفمبر 1916 في Zarephath, New Jersey ‏ في الولايات المتحدة، وتوفيت في 10 نوفمبر 1990 في Belle Mead, New Jersey ‏ في الولايات المتحدة.